# Weigendorf
Weigendorf là một đô thị ở huyện Amberg-Sulzbach bang Bayern nước Đức. Đô thị Weigendorf có diện tích 12,54 km², dân số thời điểm ngày 31 tháng 12 năm 2006 là 1259 người.